# 榎本渉
榎本 渉（えのもと わたる）は、日本の歴史学者、国際日本文化研究センター教授。専門は中世東シナ海交流史。

## 略歴
- 1998年3月：東京大学文学部歴史文化学科卒業
- 2000年3月：東京大学大学院人文社会系研究科修士課程修了
- 2003年3月：東京大学大学院人文社会系研究科博士単位修得退学
- 2003年6月：東京大学東洋文化研究所助手
- 2006年4月：東京大学大学院人文社会系研究科研究員
- 2006年6月：博士（文学）取得
- 2009年1月：韓国江原大学校研究員
- 2010年1月：国際日本文化研究センター准教授
- 2023年4月：同教授

## 人物
東京大学では当時日本史学研究室教授の村井章介のゼミに入ることで九～一四世紀の東シナ海交流史のテーマを研究するようになった（単著のあとがきより）。

## 著作
単著
- 『東アジア海域と日中交流　九～一四世紀』（吉川弘文館、2007年）
- 『僧侶と海商たちの東シナ海』（講談社選書メチエ、2010年／講談社学術文庫、2020年）
- 『南宋・元代日中渡航僧伝記集成　附　江戸時代における僧伝集積過程の研究』（勉誠出版、2013年）

共編著
- 『なぜ国際日本研究なのか―「国際日本研究」コンソーシアムシンポジウム記録集』（晃洋書房、2018年）- 磯前順一・松田利彦・前田志織・吉江弘和と共編
- 『中世禅の知』（臨川書店、2021年） - 末木文美士監修 - 亀山隆彦・米田真理子と共編